# Wu Tsung-yi
Wu Tsung-yi, född 25 oktober 1972, är en taiwanesisk bågskytt. Han deltog vid olympiska sommarspelen 1996.